# Скрытоглав двухточечный
Скрытоглав двухточечный (лат. Cryptocephalus bipunctatus) — вид листоедов (Chrysomelidae) из подсемейства скрытоглавов (Cryptocephalinae). 

## Описание
Жук длиной от 4 до 6 мм. Личинка имеет большое сходство с личинками клитрин (Clytrinae), с толстым белым или желтоватым телом, задняя часть брюшка подогнута под переднюю, а срединные тергиты брюшка сильно расширенные.

## Экология и местообитания
Взрослые жуки питаются на растениях следующих таксонов: орляк обыкновенный (Pteridium aquilinum), ольха серая (Alnus incana), берёза (Betula), орешник (Corylus), солнцецвет (Helianthemum), ракитник венечный (Cytisus scoparius), дуб (Quercus), жёстер слабительный (Rhamnus cathartica), тёрн (Prunus spinosa), шиповник собачий (Rosa canina), тополь (Populus) и ива серая (Salix cinerea).